# Денисов, Сергей Иванович

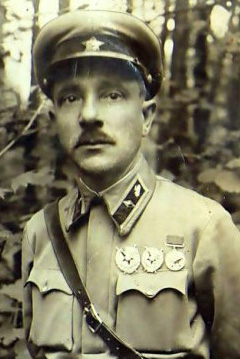
фотография из семейного архива

Сергей Иванович Денисов (13 июля 1898 года, с. Высокиничи, ныне Жуковский район, Калужская область — 22 июня 1943 года, Москва) — советский военный деятель, Генерал-майор танковых войск (1942 год).

## Начальная биография
Сергей Иванович Денисов родился 13 июля 1898 года в селе Высокиничи ныне Жуковского района Калужской области.

## Военная служба

### Гражданская войны
25 октября 1917 года вступил добровольцем в Замоскворецкий красногвардейский отряд.
В июле 1918 года был призван в ряды РККА и направлен на учёбу на 1-е Московские ускоренные курсы комсостава, после окончания которых в ноябре того же года назначен на должность командира роты Отряда особого назначения при Замоскворецком районе Москвы, в декабре того же года — на должность военкома 80-го рабоче-крестьянского полка, в апреле 1919 года — на должность начальника боевого коммунистического отряда, дислоцированного в городе Зеньков, в июне — на должность командира роты и помощника командира батальона Хорольского советского батальона, а в ноябре того же года — на должность политрука батальона 4-го полка (Юго-Западный фронт).
В октябре 1920 года Денисов был направлен в 78-й стрелковый полк (9-я стрелковая дивизия, Южный фронт), где находясь на должностях начальника разведывательного отделения и начальника пешей разведки полка, принимал участие в боевых действиях против войск под командованием генерала П. Н. Врангеля под Мелитополем, а также Перекопско-Чонгарской операции, в боевых действиях на Керченском полуострове, а весной 1921 года — в ходе в Тифлисской операции, а также в освобождении Закавказья.

### Межвоенное время
В июне 1921 года был направлен в 3-й Кавказский стрелковый полк, где служил на должностях помощника командира роты и помощника начальника пеших разведчиков полка. В декабре того же года был назначен на должность начальника хозяйственной команды и заведующего хозяйством Екатеринофельдского батальона ЧОН Грузинской Советской Социалистической Республики, в феврале 1923 года — на должность заведующего хозяйством 4-го Тифлисского батальона особого назначения, в сентябре — на должность командира роты Абхазского батальона особого назначения, а в январе 1924 года — на должность командира роты 7-й Люксембургской роты.
В сентябре 1924 года был направлен на учёбу на двухмесячные повторные методические курсы среднего комсостава при Военной политической школе РККА, после окончания которых был назначен на должность командира роты на этих же курсах, а в ноябре 1926 года — на должность командира роты 4-го Кавказского стрелкового полка (2-я стрелковая дивизия). В октябре 1927 года Денисов был направлен на учёбу на стрелково-тактические курсы «Выстрел», которые окончил в августе 1928 года и в ноябре того же года был назначен на должность командира батальона 1-го Кавказского стрелкового полка (2-я стрелковая дивизия).
В мае 1930 года был назначен на учёбу на отделение переподготовки старшего комсостава Ленинградских бронетанковых курсов усовершенствования командного состава, после окончания которого в июне 1931 года был назначен на должность помощника командира учебного танкового батальона на этих же курсах, а в октябре того же года — на должность начальника штаба механизированного отряда факультета механизации и моторизации Военно-технической академии РККА. В 1932 году на базе факультета была образована Военная академия механизации и моторизации РККА, а Денисов был назначен на должность командира механизированного отряда, однако в декабре того же года был назначен на должность командира батальона в Орловской танковой школе.
В июне 1937 года был назначен на должность начальника автобронетанковой службы 1-й Московской Пролетарской стрелковой дивизии, в декабре — на должность инспектора Группы контроля при Военном совете Московского военного округа, в марте 1938 года — на должность командира 20-й механизированной бригады, а в сентябре 1939 года — на должность командира 164-й стрелковой дивизии (1-й стрелковый корпус, 8-я армия), которая принимала участие в боевых действиях в ходе советско-финской войны, после окончания которой была включена в состав Белорусского военного округа.
В январе 1941 года был направлен на учёбу на академические курсы тактико-технического усовершенствования начсостава при Военной академии механизации и моторизации РККА, после окончания которых в мае того же года был назначен на должность преподавателя кафедры тактики этой академии.

### Великая Отечественная война
С началом войны Денисов находился на прежней должности.
В начале мая 1942 года был назначен на должность командира 179-й танковой бригады, а в ноябре — на должность заместителя командира 1-го гвардейского механизированного корпуса. В период с 18 марта по 26 апреля 1943 года исполнял должность командира корпуса, который в это время находился в резерве Юго-Западного фронта. В июне того же года был назначен на должность заместителя командира 5-го гвардейского танкового корпуса, однако 22 июня того же года генерал-майор танковых войск Сергей Иванович Денисов умер в Москве в связи с болезнью (приступ малярии).

## Награды
- Два ордена Красного Знамени;
- Юбилейная медаль «XX лет Рабоче-Крестьянской Красной Армии».

## Семья
- Супруга — Денисова Вера Гавриловна (урожд. Еропкинская; 1898 (?) — 1965). По семейной легенде — племянница княгини Мещерской.
  - Сын Денисов Владимир Сергеевич (1928, колония Люксембург (ныне Болниси)— 1942, с. Госьково, Орловская область), рядовой, погиб во время боевой операции, похоронен в братской могиле в селе Слаговище .
  - Сын Денисов Сергей Сергеевич (1934, Орёл — 1985, Москва) — инженер-строитель
  - Невестка: Денисова (урожд. Попова) Раиса Ивановна (р. 1937, Булгаково (или Булгаковка), Тамбовская область)
    - Внучка: Денисова Вера Сергеевна (р. 1969, Москва).